# Waukesha Beach Railway
| Waukesha Terminus |                      |                                |                                |
| Walker generator and switch board of Waukesha Beach Railway |                      |                                |                                |
| Streckenlänge: | 9,7 km               |                                |                                |
| Spurweite: | 1435 mm (Normalspur) |                                |                                |
| Stromsystem: | 600 V =              |                                |                                |
| Maximale Neigung: | 32 ‰                 |                                |                                |
| Streckengeschwindigkeit: | 40 mph; 64 km/h      |                                |                                |
| |                      |                                |                                |
| \| \| 0 mi (0 km) \| Waukesha Terminus \| Waukesha Terminus \| \| \| \| Fox River \| \| \| \| \| C. M. & St. P. R.R. \| \| \| \| 6 mi (9,7 km) \| Waukesha Beach am Pewaukee-See \| Waukesha Beach am Pewaukee-See \| |                      |                                |                                |
| Kopfbahnhof Streckenanfang (Strecke außer Betrieb) | 0 mi (0 km)          | Waukesha Terminus              | Waukesha Terminus              |
| Brücke über Wasserlauf (Strecke außer Betrieb) |                      | Fox River                      | Fox River                      |
| Kreuzung (Strecke geradeaus außer Betrieb) |                      | C. M. & St. P. R.R.            | C. M. & St. P. R.R.            |
| Kopfbahnhof Streckenende (Strecke außer Betrieb) | 6 mi (9,7 km)        | Waukesha Beach am Pewaukee-See | Waukesha Beach am Pewaukee-See |

Die Waukesha Beach Railway betrieb ab 1895 eine Überlandstraßenbahn von Waukesha zum Pewaukee-See in Wisconsin. 

## Bahnstrecke
Die Waukesha Beach Railway wurde von C. E. Loss & Company aus Chicago gebaut. Sie wurde offiziell am 25. Juni 1895 eröffnet.
Waukesha liegt 32 Kilometer (20 Meilen) westlich von Milwaukee und wurde Ende des 19. Jahrhunderts aufgrund seiner Mineralquellen zu einem der berühmtesten Resorts der wohlhabenden Menschen aus Chicago und Milwaukee. Abgesehen von seinem Quellwasser und den Schönheiten der Stadt, hatte Waukesha ursprünglich keine Attraktionen, um es als Ferienort populär zu machen.
Die neue Eisenbahnstrecke war 9,7 Kilometer (6 Meilen) lang und führte in die Nähe des Pewaukee-Sees, einer schönen Wasserfläche von etwa 10 Kilometern Länge und einer Breite von 800 Metern. Die Bahnstrecke war lediglich für sommerliche Vergnügungsfahrten zum See bestimmt und sollte im Winter nicht betrieben werden. Die Strecke führte von der Endstation bei der North-Western Railroad Depot in Waukesha zum Strand des Sees. Die Eisenbahngesellschaft führte am Strand, den sie besaß, umfangreiche Verbesserungen durch und es wurde ein schöner Ort. Zu den Einrichtungen gehörten der Ballsaal Ball Gardens, ein Hotel, 3 Achterbahnen, ein Vergnügungspavillon und viele andere Fahrgeschäfte. Bekannte Entertainer wie Ted Mack, The Andrews Sisters sowie Heine und His Grenadiers waren im Park vertreten. Im Jahr 1897 wurde ein Baseballfeld hinzugefügt, auf dem ein Milwaukee-Team unter der Leitung des legendären Connie Mack spielte.
Die Eisenbahn kaufte die Wegerechte und zäunte die Strecke ein. Der Oberbau war dem einer guten Dampfeisenbahn sehr ähnlich, nur dass die Steigungen steiler und einige der Kurven schärfer waren, als es außerhalb von Gebirgen üblich war. Die Schienen wurden von der Illinois Steel Company mit einem standardisierten T-Profil mit einem Gewicht von 30 kg/m  gewalzt. Große Mengen Gleisschotter wurden entlang der Strecke gewonnen, so dass die Bauunternehmer einen sehr stabiles Gleisbett angelegen konnten, über das Züge so sanft fuhren wie auf den besten Dampfeisenbahnen. Die Fahrzeit zwischen von Endbahnhof zu Endbahnhof betrug etwa 15 Minuten. Laut Fahrplan gab es, einschließlich des Ein- und Aussteigens an den Endbahnhöfen, eine Hin- und Rückfahrt alle 40 Minuten. Eine Fahrt dauerte mindestens 12 Minuten. Normalerweise gab es keine Zwischenstopps zwischen den Endbahnhöfen.
Die Trasse wurde von dem Ingenieur William Powrie profiliert. Von Waukesha aus gab es in den ersten drei Meilen eine Steigung von 140 Fuß und in den letzten drei Meilen ein Gefälle von etwa 90 Fuß. Die steilste Abschnitt hatte eine Neigung von 3,2 Prozent. Der tiefste Einschnitt und der höchste Bahndamm waren jeweils 2,13 m (7 Fuß) tief bzw. hoch. Außerhalb der Stadtgrenzen von Waukesha gab es keine Kurven von mehr als 6 Grad, und  die Straßenbahnwagen durchfuhren diese mit bis zu 64 km/h (40 mph), wenn sie nicht zu schwer beladen waren oder wenn sie bergab fuhren. Bei der Überquerung des Fox River in Waukesha wurde eine 15 m lange Plattenträgerbrücke errichtet. Bei der niveaugleichen Kreuzung mit der Chicago, Milwaukee, St. Paul and Pacific Railroad wurden miteinander verbundene Flügelsignale und -vorsignale eingesetzt, so dass die Züge auf keiner der Strecken anhielten, wenn sie nicht durch die Signale gezwungen wurden.

## Schienenfahrzeuge
Zwei Züge waren in Betrieb. Die Schienenfahrzeuge bestanden zunächst aus drei elektrischen Triebwagen und vier Beiwagen. Alle waren offen, außer einem Triebwagen, der geschlossen war. Sie hatten jeweils eine Länge von 37 Fuß (11 m) über Puffer, und die offenen Wagen hatten jeweils zwölf Sitze. Die Wagenkästen wurden von Pullman gebaut und auf Brill-Drehgestelle montiert. Die Motorausrüstung bestand aus zwei 50-PS-Walker-Motoren für jeden Triebwagen. Die Firma Walker widmete den Motoren dieser Klasse für den Überlandverkehr besondere Aufmerksamkeit, und die Ergebnisse waren in diesem Fall laut anfänglichen Presseberichten sehr zufriedenstellend.
Die ursprünglich zweimotorigen Triebwagen wurden jedoch bereits 1903. durch Triebwagen vom Typ 100 mit jeweils vier Motoren ersetzt. Der ganzjährige Betrieb begann am 11. Dezember 1899 bis nach West Limits.

## Kraftwerk
Das Kraftwerk enthielt eine 250 PS starke Allis Corliss-Dampfmaschine und einen 150 Kilowatt starken Walker-Generator und Schalttafelapparat. Die Oberleitung war in drei Abschnitte unterteilt, die jeweils getrennt beschickt wurden.

## Management

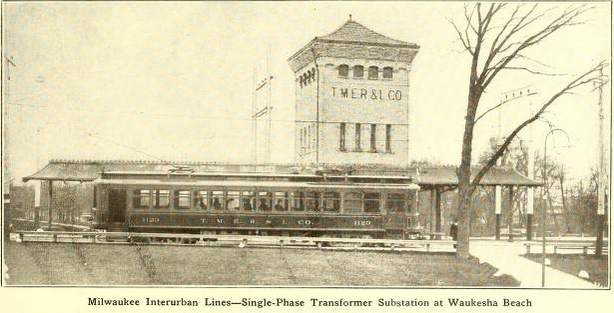
TMER&L-Straßenbahnwagen und Einphasen-Umspannwerk in Waukesha Beach, 1911

Alfred M. Jones, der unter seinem Spitznamen „Long Jones“ bekannt war, war der erste Präsident. Die Strecke wurde zunächst unter der Leitung von C.L. Jones betrieben, der zuvor bei der Milwaukee Street Railway gearbeitet hatte. Die Eisenbahn wurde von der Milwaukee Electric Railway und Light Company im August 1897 für 62.500 $ gekauft.

## Niedergang und Schließung
In den späten 1930er Jahren führten finanzielle Probleme und der zunehmende Autoverkehr dazu, dass der Personenverkehr zum Vergnügungspark am 21. Juli 1941 endgültig eingestellt wurde. Am 2. Juli 1951 wurde der Betrieb vollständig eingestellt. Nach dem Zweiten Weltkrieg verlor Waukesha Beach an Beliebtheit. Der Park wurde 1949 geschlossen. Danach wurde auf den 20 Hektar, die für den Freizeitpark genutzt worden waren, eine Beach Park genannte Wohnsiedlung errichtet.